# Gnash (zanger)
Gnash, artiestennaam van Garrett Charles Nash (Los Angeles, 16 juni 1993) is een Amerikaanse zanger, dj en producent.

## Biografie
In 2016 scoorde Gnash samen met Olivia O'Brien een grote hit met I Hate U, I Love U. De single bereikte de eerste plaats in de Australische ARIA Charts.

## Discografie

### Singles
| Single met eventuele hitnotering(en) in de Nederlandse Top 40 | Datum van verschijnen | Datum van binnenkomst | Hoogste positie | Aantal weken | Opmerkingen        |
| ------------------------------------------------------------- | --------------------- | --------------------- | --------------- | ------------ | ------------------ |
| I Hate U, I Love U                                            | 2016                  | 27-05-2016            | 21              | 19           | met Olivia O'Brien |

| Single met hitnotering(en) in de Vlaamse Ultratop 50 | Datum van verschijnen | Datum van binnenkomst | Hoogste positie | Aantal weken | Opmerkingen        |
| ---------------------------------------------------- | --------------------- | --------------------- | --------------- | ------------ | ------------------ |
| I Hate U, I Love U                                   | 2016                  | 23-04-2016            | 3               | 20           | met Olivia O'Brien |